# 中野マサアキ
中野 マサアキ（なかの まさあき、1977年9月10日 - ）は、日本の俳優・である。本名は中野 正章。広島県出身、福岡県・長野県松本市育ち。
父親が転勤族だったため、出身は広島県だが、5歳で福岡県北九州市、小学校5年生で福岡県博多市に移住、さらに中学3年生以降は長野県松本市に移住し、実家は現在も松本市となる。
長野県松本蟻ヶ崎高等学校卒業。身長172cm。体重65kg。株式会社Alba所属。
長くレギュラーで出演している劇団プープージュースでは毎回コミカルな役を演じている。元・劇団外組座長（2020年9月脱退）。

## 出演

### テレビドラマ
- トライアングル（2009年1月、関西テレビ放送） - 刑事 役
- 時々大人も迷々（2010年1月、NHK） - チンピラ幹部 役
- JIN-仁-（2011年4月、TBS） - 牢同心 役
- 二丁目のホームズ（2013年4月、フジテレビ） - 西園寺涼 役
- Woman（2013年7月、日本テレビ） - 100円ショップ店員 役
- カメラマン亜愛一郎の迷宮推理（2013年11月、テレビ東京） - 警備員 役
- 特命おばさん検事! 花村絢乃の事件ファイル2（2014年2月、テレビ東京） - 警官 役
- テルマエロマエII 第一回風呂好き武将選手権（2014年4月、フジテレビ） - 武田信玄 役
- 佐々木譲サスペンス 北海道警察3 人質（2014年11月、TBS） - 喜多川誠 役
- 信濃のコロンボ2〜戸隠伝説殺人事件（2014年11月、TBS） - 宍戸弘文 役
- アイアングランマ（2014年11月、NHK） - 引越し業者 役
- 金曜プレミアム 私という名の変奏曲（2015年10月2日、フジテレビ） - 所轄刑事B 役
- ドクターカー 第7話（2016年5月、日本テレビ） - 定食屋店主 役
- 営業部長 吉良奈津子 第1話（2016年7月21日 - 9月22日、フジテレビ） - 部下 役
- ガキ☆ロック ～浅草六区人情物語～ レギュラー（2017年4月14日 - 6月23日、Amazonオリジナル）- 住職 役
- 東京ヴァンパイアホテル（2017年6月16日 - 、Amazonオリジナル）
- ラブホの上野さん seoson2（2017年10月 - 、フジテレビ・フジテレビオンデマンド）
- はぐれ署長の殺人急行3（2018年1月22日、TBS）
- 浅草恋工房 （2018年3月3日 - 、東京カレンダーチャンネル）
- ヒトコワ（2018年8月10日、dTV・ひかりTV）
- 逃亡料理人ワタナベ（2019年3月、ひかりTV）
- 時空探偵おゆう 大江戸科学捜査（2019年7月 - 、関西テレビ放送・TOKYO MX） - 上総屋嘉介 役
- わたし旦那をシェアしてた（2019年10月 - 、日本テレビ）
- 刑事7人（2020年9月、テレビ朝日） - 警察官 役
- 30歳まで童貞だと魔法使いになれるらしい 第3話（2020年10月23日、テレビ東京） - 今泉 役
- 競馬の鉄人[1]（2020年12月、グリーンチャンネル） - 藤田司 役
- アノニマス〜警視庁“指殺人”対策室〜 第7話（2021年3月8日、テレビ東京）
- 警視庁・捜査一課長 seoson5 第8話（2021年4月 - 6月、テレビ朝日）
- The埼玉（2021年2月、J:COM） - 宮竹勇 役
- 元彼の遺言状 第4話（2022年5月2日、フジテレビ） - 橋本雄一郎 役
- 背筋も凍るほわ～い話 （2022年7月、TBS）- 不動産業者 役
- 罠の戦争 第3話 （2023年1月、カンテレ）- バス運転手 役
- ぼくの人格シェアハウス　（2024年3月、カンテレ）
- PICU 小児集中治療室 スペシャル 2024 （2024年4月、フジテレビ）- 佐藤久志役
- 演じ屋 Re:Act（2024年5・6月、WOWOW）- 山口勝彦役
- 虎に翼（2024年7月、NHK）- 記者役

### 映画
- バスティーユの黒い百合（2009年5月、監督：竹ノ内響介） - 魚屋 役
- 国際ハンカチーフ（2009年9月、監督：竹ノ内響介） - サラリーマン 役
- スペイン映画 ナイト・トウキョウ・デイ（2009年5月、監督：イザベル・コイシェ） - ウエイター 役
- カイジ　人生逆転ゲーム（2009年10月、監督：佐藤東弥） - 守衛 役
- サムライ・ダッシュ（2011年9月、監督：山本浩貴） - 小西 役
- アスペルガーレイヴ（2013年2月、監督：遠藤一平） - 政夫 役
- 図書館戦争（2013年4月、監督：佐藤信介） - コメンテーター 役
- リュウセイ（2013年11月、監督：谷健二） - 居酒屋客 役
- ガキ★ロック（2014年6月、監督：中前勇児） - 住職 役
- クローバー（2014年11月、監督：古澤健） - 事務所スタッフ 役
- ショートムービー Dの記憶（2014年公開、監督：谷健二） - 主演：のび太 役
- 羊をかぞえる。（2015年11月公開、監督：毛利安孝） - 班目 役
- さとるだよ（2015年4月公開、監督：谷健二） - 新藤 役
- ホテルコパン（2016年2月公開、監督：門馬直人） - マネージャー 役
- U-31（2016年8月公開、監督：谷健二）
- サマーソング（2016年8月公開：中前勇児）
- 闇金ウシジマくん the final（2016年10月公開、監督：山口雅俊）
- 咲-Saki-（2017年2月公開、監督：小沼雄一）
- 探偵は、今夜も憂鬱な夢を見る（2017年3月公開、監督：櫻井信太郎）
- 全員死刑（2017年11月公開、監督：小林勇貴）
- 東京ヴァンパイアホテル 映画版（2017年11月公開、監督：園子温）
- 曇天に笑う（2018年3月公開、監督：本広克行）
- 一人の息子（2018年7月公開、監督：谷健二） - 西村良夫 役[2]
- あのコの、トリコ。（2018年10月公開、監督：宮脇亮）
- 星に願いを～じいじの夢はトラックドライバー（監督：福山功起）
- ピア〜まちをつなぐもの〜（2019年4月公開、監督：綾部真弥）
- 探偵は、今夜も憂鬱な夢を見る2（2019年7月公開、監督：毛利安孝）
- 渋谷シャドウ（2019年11月公開、監督：谷健二） - キッカワ 役[3]
- 河童の女（2020年7月公開、監督：辻野正樹） - 花田良雄 役
- ミッドナイトスワン（2020年9月公開、監督：内田英治）[4]
- マイライフ、ママライフ（2022年4月公開、監督：亀山睦実）
- 手のひらのパズル（2022年6月公開、監督：黒川鮎美）
- 俺を早く死刑にしろ！（2022年9月公開、監督：高山直美）
- オジさん、劇団始めました。（2023年8月公開、監督：山本浩貴）
- ぴっぱらん!!（2024年11月公開、監督：崔哲浩） - 島木順二 役[5]
- 真夏の果実（2025年5月公開、監督：いまおかしんじ）[6]
- 劇場版ほんとうにあった怖い話〜ゾクッ事故物件芸人〜（2025年8月公開、監督：金子智明）[7]
- 北浦兄弟（2025年公開予定 監督：辻野正樹 ）主演・共同プロデュース

### その他テレビ番組・WEB
- すイエんサー（2019年4月、NHK Eテレ） - カワイイ仮面役
- モンスターライフ（2019年12月、仙台放送）
- すイエんサー（2021年2月、NHK Eテレ） - すき焼き仮面 役
- 東京モンスター図鑑 （2023年11月、YouTube 東京カレンダーch）新宿ダンジョンに挑んだら永遠に彷徨うことに…⁉︎

### 舞台
- オフィスユーリープロデュースvol3「近藤を待ちながら」（2010年8月）
- 外組公演 其の伍「火消しや」（2010年11月）
- 外組公演 其の六「囚われや」（2011年10月）
- 外組公演 其の八「爆華や」（2013年4月）
- UMANプロデュース公演ブラックコメディSF「スタア」（2014年2月） - マネージャー 役
- tadpole-タッドポール-（2014年4月）
- リボンの騎士〜鷺尾高校演劇部奮闘記〜（2014年9月） - ジュラルミン大公 役
- 外組公演 其の九「狂喜乱舞」
- SEVEN FILM 第1回公演 「VOTE」（2015年5月） - 主演
- Act Nana Produce 「うんちゃん」（2015年9月） - 山本哲郎 役
- 外組特別番外公演「刀が無いっ！」（2016年2月） - 近藤勇 役
- 新生獏天 第弐回公演「神軍ラッパは響かない」（2016年6月） - 内本司 役
- クラスタープロデュース×劇団チャンピオン旗揚げ公演「戦士たちの憂鬱」（2016年9月） - ドクター役
- 演劇集団「にがウーロン」（2016年11月） - ゲスト出演
- 外組公演 わらいやproject第三弾「我心匪石～わらいや助六編～」（2017年4月）
- Nana Produce vol.7「どんどろ」（2017年6月）
- うんちゃん2～女性ドライバー編～私たち運転手になります（2017年10月）
- 外組創業10周年記念特別公演「外組」（2018年4月）
- クレスト☆シザーズ（2018年5月）
- Nana Produce Vol.9「真空家族」（2018年8月）
- 錦織激団presents「ばけものがでた」（2018年12月）
- IKKAN Creating Works「Beautiful Runner」（2019年1月）
- Theater 045 syndicate第二回公演「ヨコハマ・ヤタロウ」（2019年1月）
- 70億分の1の恋〜告白実行委員会〜（2019年3月） - 落合実 役
- Theater 045 syndicate第三回公演「ヨコハマ・ヤタロウ～望郷篇～」（2021年9月）KAAT神奈川芸術劇場 大スタジオ
- まるは食堂 創業70周年記念公演「まるは食堂」（2022年9月～）東京／愛知公演
- 実は素晴らしい家族ということを知ってほしい (2022年11月)
- KURAGE PROJECT  Vol,2 飛龍伝 （2023年11月）
- まるは食堂 2024（2024年4月）東京／愛知公演

#### 劇団PU-PU-JUICE
- 第10回公演「結婚狂想曲」（2010年9月）
- 第11回公演「奇跡の男」（2011年6月）
- 第12回公演「汚れたアヒル」（2012年3月）
- 第3弾「パニ☆ホス」（2013年8月）
- 第4弾「奇跡の男」（2013年9月）
- 第5弾「田所千夏の大逆襲」（2013年9月）
- 第20・21回公演「竜馬が殺す」（2014年11月） - 磯原又兵衛 役
- 10周年公演「青い十字架」（2016年12月）
- 第25回公演「FAKENEWS」（2017年11月）
- 特別公演第7弾「教室」（2018年6月 - 7月）
- 第26回公演「新・罪と罰」（2019年/作・演出：山本浩貴）東京芸術劇場
- 第28回公演「オジさん、劇団はじめました。[8]」（2020年10月/作・演出：山本浩貴）吉祥寺シアター - 主人公・浅野拓巳 役
- 第29回公演「FAKENEWS」（2021年4月）シアタートラム
- 第30回公演「革命の家」（2025年1月）シアターサンモール[9]
- 第31回公演「竜馬を殺す」（2025年1月） - 磯原又兵衛 役[10]

### CM
- 助太刀くん（2017年11月 - ）
- 京葉ガス（2017年11月 - ）
- サブスクストア（2019年5月 - ）
- マイカー賃貸カルモ（2019年7月 - ）
- サテライトオフィス（2021年1月 - ）
- ことら送金サービス（2022年9月 - ）
- FEDELTA （2023年4月 - 6月）
- ロート製薬「ハレス」（2024年1月 - ）

### ショートムービー
- 待つ男（2018年1月上映、監督：キムヤスヒロ）※第一回アイアム映画祭 大賞＆オーディエンス賞
- 京葉ガススペシャルドラマ「この街をしあわせに」（2018年10月、監督：工藤将亮） - 監督 役
- 株式会社鉄道会館制作：JR東日本東京駅 グランスタデジタルサイネージ動画「家族みんなの日常に溶け込むグランスタ。」編（2020年9月 - ）
- 河童の唄が聞こえる（2020年10月、監督：辻野正樹）※アートにエールを!東京プロジェクト参加作品
- 泥の味（2020年10月、監督：キムヤスヒロ）※第二回アイアム野田映画祭 広瀬彩海賞受賞作品
- 横浜中華街映画祭 出品作品「いったん」（2021年）監督：ホンマカズキ

### ミュージックビデオ
- Hans鄒翰昇【幸福的孤獨】

### オリジナルビデオ
- さとるだよ

### ネットシネマ
- seven film「Dの記憶」 （2014年12月、監督：谷健二）- 主演